# 迪巴斯特羅普鎮區 (阿肯色州阿什利縣)
迪巴斯特羅普鎮區（英語：De Bastrop Township）是位於美國阿肯色州阿什利縣的一個行政鎮區。

## 地方資料
迪巴斯特羅普鎮區的面積為83.23平方千米，當中陸地面積為83.23平方千米，而水域面積為0.00平方千米。根據2010年美國人口普查的數據，當地共有人口243人，而人口密度為每平方千米2.92人。